# 庫萊山
10°26′38″S 76°47′09″W / 10.443789°S 76.785843°W
庫萊山（Cule），是秘魯的山峰，位於該國中部，由瓦努科大區和利馬大區負責管轄，屬於安地斯山脈中勞拉山脈的一部分，海拔高度5,580米。